# Laura Maluniaková
Laura Maluniaková (* 3. März 1998) ist eine slowakische Tennisspielerin.

## Karriere
Maluniaková spielt überwiegend auf Turnieren der ITF Women’s World Tennis Tour, wo sie bislang einen Titel im Doppel gewonnen hat.

## Turniersiege

### Doppel
| Nr. | Datum        | Turnier | Kategorie | Belag | Partnerin       | Finalgegnerinnen                  | Ergebnis |
| --- | ------------ | ------- | --------- | ----- | --------------- | --------------------------------- | -------- |
| 1.  | 25. Mai 2019 | Iraklio | ITF W15   | Sand  | Ange Oby Kajuru | Julia Kimmelmann Noa Liauw a Fong | 6:4, 6:2 |